# Box-office France 2018
Cet article présente le box-office en France au cours de l'année 2018.

## Les millionnaires
- États-Unis : 29 films
- France : 13 films
- Total : 42 films

| Class. | Titre                                                | Pays                  | Réalisateur                      | Box-Office France | Semaines |
| ------ | ---------------------------------------------------- | --------------------- | -------------------------------- | ----------------- | -------- |
| 1      | Les Indestructibles 2                                |                       | Brad Bird                        | 5 845 365         | 20 (fin) |
| 2      | Les Tuche 3                                          |                       | Olivier Baroux                   | 5 687 200         | 10 (fin) |
| 3      | La Ch'tite Famille                                   | Dany Boon             | 5 626 049                        | 11 (fin)          |          |
| 4      | Avengers: Infinity War                               |                       | Anthony Russo et Joe Russo       | 5 141 500         | 19 (fin) |
| 5      | Bohemian Rhapsody                                    | Bryan Singer          | 4 372 506                        | 26 (fin)          |          |
| 6      | Le Grand Bain                                        |                       | Gilles Lellouche                 | 4 302 062         | 25 (fin) |
| 7      | Les Animaux fantastiques : Les Crimes de Grindelwald |                       | David Yates                      | 4 036 279         | 13 (fin) |
| 8      | Astérix : Le Secret de la potion magique             |                       | Alexandre Astier et Louis Clichy | 3 923 364         | 15 (fin) |
| 9      | Black Panther                                        |                       | Ryan Coogler                     | 3 688 070         | 16 (fin) |
| 10     | Taxi 5                                               |                       | Franck Gastambide                | 3 653 933         | 16 (fin) |
| 11     | Jurassic World: Fallen Kingdom                       |                       | Juan Antonio Bayona              | 3 642 158         | 16 (fin) |
| 12     | Aquaman                                              | James Wan             | 3 271 826                        | 11 (fin)          |          |
| 13     | Hôtel Transylvanie 3 : Des vacances monstrueuses     | Genndy Tartakovsky    | 3 075 076                        | 19 (fin)          |          |
| 14     | Mission impossible : Fallout                         | Christopher McQuarrie | 3 010 246                        | 13 (fin)          |          |
| 15     | Le Labyrinthe : Le Remède mortel                     | Wes Ball              | 2 842 864                        | 11 (fin)          |          |
| 16     | Cinquante nuances plus claires                       | James Foley           | 2 767 753                        | 10 (fin)          |          |
| 17     | Deadpool 2                                           | David Leitch          | 2 600 250                        | 15 (fin)          |          |
| 18     | Tout le monde debout                                 |                       | Franck Dubosc                    | 2 417 045         | 14 (fin) |
| 19     | Le Grinch                                            |                       | Yarrow Cheney et Scott Mosier    | 2 362 574         | 12 (fin) |
| 20     | Alad'2                                               |                       | Lionel Steketee                  | 2 341 904         | 12 (fin) |
| 21     | Venom                                                |                       | Ruben Fleischer                  | 2 284 848         | 12 (fin) |
| 22     | Ready Player One                                     | Steven Spielberg      | 2 268 439                        | 13 (fin)          |          |
| 23     | A Star Is Born                                       | Bradley Cooper        | 2 006 777                        | 30 (fin)          |          |
| 24     | Ant-Man et la Guêpe                                  | Peyton Reed           | 1 851 813                        | 11 (fin)          |          |
| 25     | Yéti et Compagnie                                    | Karey Kirkpatrick     | 1 839 004                        | 13 (fin)          |          |
| 26     | Pierre Lapin                                         | Will Gluck            | 1 737 492                        | 16 (fin)          |          |
| 27     | Belle et Sébastien 3 : Le Dernier Chapitre           |                       | Clovis Cornillac                 | 1 685 816         | 11 (fin) |
| 28     | Le Jeu                                               | Fred Cavayé           | 1 639 781                        | 14 (fin)          |          |
| 29     | En eaux troubles                                     |                       | Jon Turteltaub                   | 1 622 161         | 9 (fin)  |
| 30     | Le Retour de Mary Poppins                            | Rob Marshall          | 1 535 377                        | 13 (fin)          |          |
| 31     | Mia et le Lion blanc                                 |                       | Gilles de Maistre                | 1 436 785         | 14 (fin) |
| 32     | Solo: A Star Wars Story                              |                       | Ron Howard                       | 1 403 780         | 15 (fin) |
| 33     | La Nonne                                             | Corin Hardy           | 1 394 105                        | 9 (fin)           |          |
| 34     | La Forme de l'eau                                    | Guillermo del Toro    | 1 362 606                        | 15 (fin)          |          |
| 35     | Pentagon Papers                                      | Steven Spielberg      | 1 338 048                        | 18 (fin)          |          |
| 36     | BlacKkKlansman : J'ai infiltré le Ku Klux Klan       | Spike Lee             | 1 305 781                        | 15 (fin)          |          |
| 37     | Tomb Raider                                          | Roar Uthaug           | 1 262 563                        | 8 (fin)           |          |
| 38     | Neuilly sa mère, sa mère !                           |                       | Gabriel Julien-Laferrière        | 1 144 597         | 11 (fin) |
| 39     | Bumblebee                                            |                       | Travis Knight                    | 1 120 665         | 8 (fin)  |
| 40     | American Nightmare 4 : Les Origines                  | Gerard McMurray       | 1 042 541                        | 14 (fin)          |          |
| 41     | Première Année                                       |                       | Thomas Lilti                     | 1 014 821         | 19 (fin) |
| 42     | Sauver ou périr                                      | Frédéric Tellier      | 1 014 439                        | 12 (fin)          |          |

## Les records par semaine
| Semaines    | Titre                                    | Pays                             | Réalisateur          | Entrées   |
| ----------- | ---------------------------------------- | -------------------------------- | -------------------- | --------- |
| 1re semaine | Avengers: Infinity War                   |                                  | Anthony et Joe Russo | 2 565 953 |
| 2e semaine  | La Ch'tite Famille                       |                                  | Dany Boon            | 1 323 471 |
| 3e semaine  | Les Tuche 3                              | Olivier Baroux                   | 919 156              |           |
| 4e semaine  | Astérix : Le Secret de la potion magique | Alexandre Astier et Louis Clichy | 827 959              |           |
| 5e semaine  | Astérix : Le Secret de la potion magique | Alexandre Astier et Louis Clichy | 538 248              |           |
| 6e semaine  | Les Indestructibles 2                    |                                  | Brad Bird            | 351 399   |
| 7e semaine  | Les Indestructibles 2                    | 207 039                          | Brad Bird            |           |
| 8e semaine  | Les Indestructibles 2                    | 196 161                          | Brad Bird            |           |
| 9e semaine  | Bohemian Rhapsody                        | Bryan Singer                     | 198 396              |           |
| 10e semaine | Bohemian Rhapsody                        | Bryan Singer                     | 180 684              |           |
| 11e semaine | Bohemian Rhapsody                        | Bryan Singer                     | 134 063              |           |
| 12e semaine | Bohemian Rhapsody                        | Bryan Singer                     | 99 258               |           |
| 13e semaine | Bohemian Rhapsody                        | Bryan Singer                     | 72 297               |           |

## Plus longues durées à l'affiche
| Semaines    | Titre                 | Pays       | Réalisateur      |
| ----------- | --------------------- | ---------- | ---------------- |
| 30 semaines | A Star Is Born        | États-Unis | Bradley Cooper   |
| 26 semaines | Bohemian Rhapsody     | États-Unis | Bryan Singer     |
| 25 semaines | Le Grand Bain         | France     | Gilles Lellouche |
| 20 semaines | Les Indestructibles 2 | États-Unis | Brad Bird        |

## Box-office par semaine
| #  | Date (à partir du) | Film no 1                                            | Pays      | Entrées   |
| -- | ------------------ | ---------------------------------------------------- | --------- | --------- |
| 1  | 3 janvier 2018     | Star Wars, épisode VIII : Les Derniers Jedi          |           | 828 401   |
| 2  | 10 janvier 2018    | Jumanji : Bienvenue dans la jungle                   | 285 508   |           |
| 3  | 17 janvier 2018    | Brillantissime                                       |           | 297 436   |
| 4  | 24 janvier 2018    | Pentagon Papers                                      |           | 476 134   |
| 5  | 31 janvier 2018    | Les Tuche 3                                          |           | 2 201 007 |
| 6  | 7 février 2018     | Cinquante nuances plus claires                       |           | 1 257 650 |
| 7  | 14 février 2018    | Black Panther                                        |           | 1 058 869 |
| 8  | 21 février 2018    | Black Panther                                        |           | 849 449   |
| 9  | 28 février 2018    | La Ch'tite Famille                                   |           | 2 429 906 |
| 10 | 7 mars 2018        | La Ch'tite Famille                                   | 1 323 471 |           |
| 11 | 14 mars 2018       | Tout le monde debout                                 | 897 452   |           |
| 12 | 21 mars 2018       | Tout le monde debout                                 | 465 093   |           |
| 13 | 28 mars 2018       | Ready Player One                                     |           | 889 788   |
| 14 | 4 avril 2018       | Pierre Lapin                                         | 495 488   |           |
| 15 | 11 avril 2018      | Taxi 5                                               |           | 1 524 218 |
| 16 | 18 avril 2018      | Taxi 5                                               | 640 873   |           |
| 17 | 25 avril 2018      | Avengers: Infinity War                               |           | 2 565 953 |
| 18 | 2 mai 2018         | Avengers: Infinity War                               | 1 050 826 |           |
| 19 | 9 mai 2018         | Avengers: Infinity War                               | 767 431   |           |
| 20 | 16 mai 2018        | Deadpool 2                                           | 1 186 493 |           |
| 21 | 23 mai 2018        | Solo: A Star Wars Story                              | 531 414   |           |
| 22 | 30 mai 2018        | Solo: A Star Wars Story                              | 367 432   |           |
| 23 | 6 juin 2018        | Jurassic World: Fallen Kingdom                       | 1 396 911 |           |
| 24 | 13 juin 2018       | Jurassic World: Fallen Kingdom                       | 671 556   |           |
| 25 | 20 juin 2018       | Jurassic World: Fallen Kingdom                       | 364 266   |           |
| 26 | 27 juin 2018       | Jurassic World: Fallen Kingdom                       | 414 907   |           |
| 27 | 4 juillet 2018     | Les Indestructibles 2                                | 1 840 492 |           |
| 28 | 11 juillet 2018    | Les Indestructibles 2                                | 976 448   |           |
| 29 | 18 juillet 2018    | Les Indestructibles 2                                | 802 140   |           |
| 30 | 25 juillet 2018    | Hôtel Transylvanie 3 : Des vacances monstrueuses     | 823 158   |           |
| 31 | 1er août 2018      | Mission impossible : Fallout                         | 1 169 669 |           |
| 32 | 8 août 2018        | Mission impossible : Fallout                         | 695 528   |           |
| 33 | 15 août 2018       | Mission impossible : Fallout                         | 441 526   |           |
| 34 | 22 août 2018       | En eaux troubles                                     | 710 798   |           |
| 35 | 29 août 2018       | En eaux troubles                                     | 372 024   |           |
| 36 | 5 septembre 2018   | Photo de famille                                     |           | 226 153   |
| 37 | 12 septembre 2018  | Première Année                                       | 341 290   |           |
| 38 | 19 septembre 2018  | La Nonne                                             |           | 633 713   |
| 39 | 26 septembre 2018  | La Nonne                                             | 321 379   |           |
| 40 | 3 octobre 2018     | Alad'2                                               |           | 851 973   |
| 41 | 10 octobre 2018    | Venom                                                |           | 941 871   |
| 42 | 17 octobre 2018    | Venom                                                | 508 943   |           |
| 43 | 24 octobre 2018    | Le Grand Bain                                        |           | 1 527 394 |
| 44 | 31 octobre 2018    | Bohemian Rhapsody                                    |           | 1 077 661 |
| 45 | 7 novembre 2018    | Bohemian Rhapsody                                    | 722 802   |           |
| 46 | 14 novembre 2018   | Les Animaux fantastiques : Les Crimes de Grindelwald | 1 649 616 |           |
| 47 | 21 novembre 2018   | Les Animaux fantastiques : Les Crimes de Grindelwald | 905 421   |           |
| 48 | 28 novembre 2018   | Le Grinch                                            | 581 114   |           |
| 49 | 5 décembre 2018    | Astérix : Le Secret de la potion magique             |           | 928 153   |
| 50 | 12 décembre 2018   | Astérix : Le Secret de la potion magique             | 600 589   |           |
| 51 | 19 décembre 2018   | Aquaman                                              |           | 940 003   |
| 52 | 26 décembre 2018   | Aquaman                                              | 1 033 477 |           |

## Classements complémentaires
- Box-office par année